# Witosław (gromada)
Witosław (do 31 XII 1957 Kaźmierzewo) – dawna gromada, czyli najmniejsza jednostka podziału terytorialnego Polskiej Rzeczypospolitej Ludowej w latach 1954–1972.
Gromady, z gromadzkimi radami narodowymi (GRN) jako organami władzy najniższego stopnia na wsi, funkcjonowały od reformy reorganizującej administrację wiejską przeprowadzonej jesienią 1954 do momentu ich zniesienia z dniem 1 stycznia 1973, tym samym wypierając organizację gminną w latach 1954–1972.
Gromadę Witosław z siedzibą GRN w Witosławiu utworzono 1 stycznia 1958 w powiecie wyrzyskim w woj. bydgoskim w związku z przeniesieniem siedziby GRN gromady Kaźmierzewo z Kaźmierzewa do Witosławia i zmianą nazwy jednostki na gromada Witosław. Dla gromady ustalono 16 członków gromadzkiej rady narodowej.
31 grudnia 1959 do gromady Witosław włączono wieś Broniewo ze zniesionej gromady Dębowo w tymże powiecie.
W 1961 roku gromada miała 18 członków gromadzkiej rady narodowej.
1 stycznia 1969 do gromady Witosław włączono sołectwa Dębno i Dębionek (bez osady Sadkowski Młyn) oraz osadę Formoza ze zniesionej gromady Radzicz w tymże powiecie.
1 stycznia 1972 ze wsi Broniewo w gromadzie Witosław wyłączono obszar o powierzchni 17,07 ha (działki ewidencyjne Nr Nr 70, 78, 78a, 78b, 80–82 karty mapy Nr 2 obrębu Broniewo), włączając go do gromady Mrocza w tymże powiecie; do gromady Witosław włączono natomiast ze wsi Wyrza w gromadzie Mrocza obszar o powierzchni 67,52 ha (działki ewidencyjne Nr Nr 1–8, 10, 12–17 karty mapy Nr 1 obrębu Wyrza).
Gromada przetrwała do końca 1972 roku, czyli do kolejnej reformy gminnej.